# Mi spezzo ma non m'impiego
Mi spezzo ma non m'impiego è un libro scritto dallo scrittore e giornalista Andrea Bajani.

## Contenuto
In questo saggio, Bajani analizza le trasformazioni avvenute nel mercato del lavoro all'inizio del XXI secolo, interessandosi in particolar modo alla difficile situazione dei cosiddetti "lavoratori precari".
Usando sempre uno stile ironico, Bajani presenta nella prima parte del libro le diverse categorie dei lavoratori precari (detti anche "flessibili"): dai lavoratori interinali agli stagisti, dai co.co.co. alle partite IVA; nella seconda parte, invece, riporta una carrellata di testimonianze reali dal mondo del precariato: dai telefonisti dei call center ai grafici free lance, passando per gli addetti alla grande distribuzione e alle imprese di pulizia.
(Andrea Bajani, Mi spezzo ma non m'impiego)

## Edizioni
- Andrea Bajani, Mi spezzo ma non m'impiego, Einaudi, 2006,  pp.149.